# 鄭瑗
鄭瑗（1443年—？），字仲璧，福建興化府莆田縣人，軍籍，明朝政治人物。

## 生平
福建鄉試第三名。成化十七年（1481年）會試第七名，登二甲第四名進士。官至南京礼部郎中。其博涉经史，善诗文，有《井观琐言》、《蜩笑偶言》。

## 家族
曾祖鄭繹中；祖父鄭德載；父鄭儀和，訓導。前母吳氏；王氏。